# Algarinejo
Algarinejo là một đô thị trong tỉnh Granada, Tây Ban Nha. Theo điều tra dân số 2005 (INE), đô thị này có dân số là 4184 người.
37°19′B 4°09′T / 37,317°B 4,15°T